# Air Petai
Air Petai is een bestuurslaag in het regentschap Bengkulu Utara van de provincie Bengkulu, Indonesië. Air Petai telt 3232 inwoners (volkstelling 2010).